# Parafia św. Franciszka z Asyżu w Izabelinie
Parafia pw. Świętego Franciszka z Asyżu w Izabelinie – rzymskokatolicka parafia należąca do dekanatu laseckiego, archidiecezji warszawskiej, metropolii warszawskiej Kościoła katolickiego. Obsługiwana przez księży archidiecezjalnych. Siedziba parafii mieści się w Hornówku przy ul. 3 Maja 83.

## Historia
Parafia została erygowana w 1951 przez prymasa Stefana Wyszyńskiego. 

### Kościół parafialny
Kościół św. Franciszka z Asyżu w Izabelinie
Kościół parafialny został wybudowany w latach 1951–1952 z inicjatywy jej proboszcza ks. Aleksandra Fedorowicza. Otrzymał on też zgodę kardynała Wyszyńskiego na sprawowanie liturgii częściowo w języku polskim oraz odprawianie mszy twarzą do wiernych – parafia w Izabelinie obok opactwa w Tyńcu stanowiła pierwsze miejsce w Polsce odprawiania w ten sposób mszy przed reformą Soboru watykańskiego II.

## Proboszczowie
- ks. Aleksander Fedorowicz (1951–1965)[2]
- ks. Andrzej Santorski (1965–1984)[2]
- ks. Józef Podstawka (1984–1993)[2]
- ks. Andrzej Gałka (1993–1994)[2]
- ks. Maciej Cholewa (1994–2006)[2]
- ks. Henryk Michalak (2006–2013)[2]
- ks. prał. ppłk. Stanisław Dębicki (2013–2022)[2]
- ks. prał. dr Paweł Gwiazda (od 2022)